# La Cañada Flintridge
La Cañada Flintridge és una ciutat al Comtat de Los Angeles a l'estat de Califòrnia. Segons el cens del 2000 tenia 20.318 habitants.

## Demografia
Segons el cens del 2000, La Cañada Flintridge tenia 20.318 habitants, 6.823 habitatges, i 5.690 famílies. La densitat de població era de 906,9 habitants/km².
Dels 6.823 habitatges en un 44,1% hi vivien nens de menys de 18 anys, en un 73,7% hi vivien parelles casades, en un 7,3% dones solteres, i en un 16,6% no eren unitats familiars. En el 14,4% dels habitatges hi vivien persones soles el 8% de les quals corresponia a persones de 65 anys o més que vivien soles. El nombre mitjà de persones vivint en cada habitatge era de 2,95 i el nombre mitjà de persones que vivien en cada família era de 3,27.
Per edats la població es repartia de la següent manera: un 29,8% tenia menys de 18 anys, un 5,1% entre 18 i 24, un 20,9% entre 25 i 44, un 30,2% de 45 a 60 i un 14% 65 anys o més.
L'edat mediana era de 42 anys. Per cada 100 dones de 18 o més anys hi havia 90,5 homes.
La renda mediana per habitatge era de 109.989 $ i la renda mediana per família de 122.779 $. Els homes tenien una renda mediana de 92.760 $ mentre que les dones 57.321 $. La renda per capita de la població era de 52.838 $. Entorn del 3,6% de les famílies i el 4,3% de la població estaven per davall del llindar de pobresa.

## Poblacions properes
El següent diagrama mostra les poblacions més properes.